# Pequeña Copa del Mundo de Clubes
La Pequeña Copa del Mundo, o Serie Mundial de Caracas, fue un torneo amistoso internacional de fútbol a nivel de clubes organizado por la empresa Venezuela Deportiva, un grupo privado de empresarios venezolanos. La competición fue auspiciada por la Federación Venezolana de Fútbol. La competición tenía lugar en el Estadio Olímpico de Caracas (Venezuela), y se disputó entre 1952 y 1957. Tuvo un precedente en 1950 (Torneo Internacional de Caracas de 1950).
Este torneo, como otros similares de la época, no cuenta con el reconocimiento de competición oficial UEFA o Conmebol ni el reconocimiento de título mundial de la FIFA, ya que en 2007, el máximo ente del fútbol mundial consideró mediante un comunicado, al campeonato del 2000, como el primer Mundial de Clubes existente. 
A partir de la creación de la Copa Intercontinental, la Pequeña Copa del Mundo, considerada el precedente inmediato de las competiciones intercontinentales de clubes, perdió el sentido de la competición y se convirtió, desde 1963, en un torneo denominado "Trofeo Ciudad de Caracas". Debido a ese carácter de precedente y precursora de competiciones intercontinentales entre clubes que tuvo hasta 1957, varios clubes la contabilizan en su propio palmarés y algunos medios de comunicación la reconocen de la misma forma, sin ser reconocido como título de carácter mundial o intercontinental.

## Historia
El torneo no fue organizado por una confederación, pero sí por una empresa llamada Venezuela Deportiva y por un importante grupo de empresarios venezolanos liderado por el español Damian Gaubeka que le dieron una gran importancia, contó con el auspicio de la Federación Venezolana de Fútbol. La organización trataba de traer a los mejores clubes de fútbol de América del Sur y Europa.
Durante sus seis primeras ediciones, de 1952 hasta 1957, se presentaron diferentes equipos tanto europeos como latinoamericanos, entre los que se destacan FC Barcelona, Real Madrid, Valencia CF y Atlético de Madrid (España), Benfica (Portugal), Millonarios (Colombia), River Plate (Argentina), y São Paulo, Corinthians y Botafogo (Brasil). Los equipos eran invitados a criterio del comité organizador.
Se entregaban dos trofeos: el de campeón (con forma de copa con peana) y el de mejor jugador (más alto y estilizado con la figura de un jugador).
Debido a la creación de la Copa de Europa, que tuvo su primera edición entre 1956 y 1957, la Pequeña Copa del Mundo de Clubes no se volvió a disputar más hasta el año de 1963 cuando se realizó un relanzamiento de la competición.
El secuestro durante esta edición de Alfredo Di Stéfano, principal figura del Real Madrid, por parte de un grupo de rebeldes en Caracas, acabó por derrumbar las estructuras del evento.
La Copa Intercontinental, a partir de 1960, tomó el relevo de las competiciones intercontinentales que designaban a su vencedor como "campeón del mundo" de clubes.

## Campeones y principales figuras

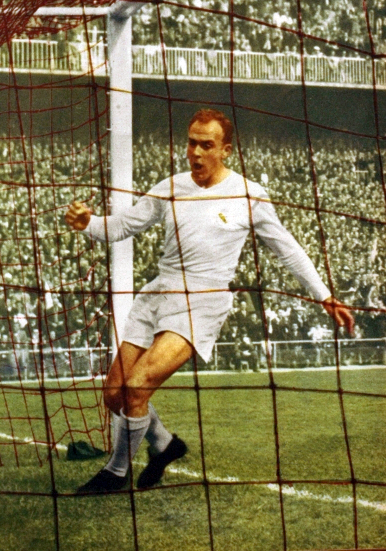
Alfredo Di Stéfano, vencedor de dos ediciones del torneo.

Para destacar las consagraciones de los clubes campeones de la Pequeña Copa del Mundo de Clubes y sus principales figuras:
- En 1952, el Real Madrid Club de Fútbol de Luis Molowny, Miguel Muñoz, Manuel Fernández, Cabrera y Olsen.
- En 1953, el «Ballet Azul» del Club Deportivo Los Millonarios de Alfredo Di Stéfano, Adolfo Pedernera y Néstor Rossi.
- En 1954, el Sport Club Corinthians Paulista de Gilmar dos Santos, Luizinho y Baltazar.
- En 1955, el São Paulo Futebol Clube de Bauer y Poy.
- En 1956, el Real Madrid C. F. —único equipo en vencer dos veces—, de Luis Molowny, Miguel Muñoz, Alfredo Di Stéfano, Héctor Rial y Francisco Gento a la cabeza accedió al Mundialito como campeón de la Copa de Europa y de la Copa Latina.
- En 1957, el Fútbol Club Barcelona de Ladislao Kubala, Sandor Kocsis, Zoltan Czibor, Luis Suárez, Evaristo Macedo, Antoni Ramallets y compañía cierran la última edición.

El torneo no se siguió disputando pero le dio una oportunidad histórica a Venezuela de gozar con el mejor fútbol del mundo de clubes, tal como lo hizo Japón durante  25 años con la Copa Intercontinental.
| Edición                                             | Campeón                                             | Resultado                                           | Subcampeón                                          | Tercer puesto                                       | Resultado                                           | Cuarto puesto                                       |
| Series Mundiales (Pequeña Copa del Mundo de Clubes) | Series Mundiales (Pequeña Copa del Mundo de Clubes) | Series Mundiales (Pequeña Copa del Mundo de Clubes) | Series Mundiales (Pequeña Copa del Mundo de Clubes) | Series Mundiales (Pequeña Copa del Mundo de Clubes) | Series Mundiales (Pequeña Copa del Mundo de Clubes) | Series Mundiales (Pequeña Copa del Mundo de Clubes) |
| --------------------------------------------------- | --------------------------------------------------- | --------------------------------------------------- | --------------------------------------------------- | --------------------------------------------------- | --------------------------------------------------- | --------------------------------------------------- |
| 1952                                                | Real Madrid C. F.                                   | —                                                   | Botafogo F. R.                                      | Millonarios F. C.                                   | —                                                   | La Salle F. C.                                      |
| 1953 (invierno)                                     | Millonarios F. C.                                   | —                                                   | C. A. River Plate                                   | S. K. Rapid Viena                                   | —                                                   | R. C. D. Español                                    |
| 1953 (verano)                                       | S. C. Corinthians                                   | —                                                   | A. S. Roma                                          | C. F. Barcelona                                     | —                                                   | Caracas XI                                          |
| 1955                                                | São Paulo F. C.                                     | —                                                   | Valencia C. F.                                      | S. L. Benfica                                       | —                                                   | La Salle F. C.                                      |
| 1956                                                | Real Madrid C. F.                                   | —                                                   | C.R. Vasco da Gama                                  | F.C. Porto                                          | —                                                   | A.S. Roma                                           |
| 1957                                                | F. C. Barcelona                                     | —                                                   | Botafogo F. R.                                      | Sevilla F. C.                                       | —                                                   | C. Nacional de F.                                   |
| Serie Mundial de la Ciudad de Caracas               |                                                     |                                                     |                                                     |                                                     |                                                     |                                                     |
| 1963                                                | São Paulo                                           |                                                     | Real Madrid                                         |                                                     |                                                     |                                                     |
| 1965                                                | Benfica                                             |                                                     | Atlético de Madrid                                  |                                                     |                                                     |                                                     |
| 1966                                                | Valencia                                            |                                                     | Vitória Guimarães                                   |                                                     |                                                     |                                                     |
| 1967                                                | Athletic Club                                       |                                                     | Académica de Coimbra                                |                                                     |                                                     |                                                     |
| 1969                                                | Spartak Trnava                                      |                                                     | RC Deportivo                                        |                                                     |                                                     |                                                     |
| 1970                                                | Vitória Setúbal                                     |                                                     | Santos                                              |                                                     |                                                     |                                                     |
| 1975                                                | Alemania Oriental                                   |                                                     | Boavista                                            |                                                     |                                                     |                                                     |

## Títulos por club

### Pequeña Copa del Mundo
| Club          | Títulos | Subtítulos | Años campeón | Años subcampeón |
| ------------- | ------- | ---------- | ------------ | --------------- |
| Real Madrid   | 2       | -          | 1952, 1956   | ----            |
| Millonarios   | 1       | -          | 1953-I       | ----            |
| Corinthians   | 1       | -          | 1953-V       | ----            |
| São Paulo     | 1       | -          | 1954-55      | ----            |
| Barcelona     | 1       | -          | 1956-57      | ----            |
| Botafogo      | -       | 2          | ----         | 1952, 1956-57   |
| River Plate   | -       | 1          | ----         | 1953-I          |
| Roma          | -       | 1          | ----         | 1953-V          |
| Valencia      | -       | 1          | ----         | 1954-55         |
| Vasco da Gama | -       | 1          | ----         | 1955-56         |

### Trofeos Ciudad de Caracas
| Club                 | Títulos | Subtítulos | Años campeón | Años subcampeón |
| -------------------- | ------- | ---------- | ------------ | --------------- |
| São Paulo            | 1       | -          | 1963         | ----            |
| SL Benfica           | 1       | -          | 1965         | ----            |
| Valencia             | 1       | -          | 1966         | ----            |
| Athletic Club        | 1       | -          | 1967         | ----            |
| Spartak Trnava       | 1       | -          | 1969         | ----            |
| Vitória FC           | 1       | -          | 1970         | ----            |
| Alemania Oriental    | 1       | -          | 1975         | ----            |
| Real Madrid          | -       | 1          | ----         | 1963            |
| Atlético de Madrid   | -       | 1          | ----         | 1965            |
| Vitória SC           | -       | 1          | ----         | 1966            |
| Académica de Coimbra | -       | 1          | ----         | 1967            |
| Deportivo La Coruña  | -       | 1          | ----         | 1969            |
| Boavista FC          | -       | 1          | ----         | 1975            |
| Santos FC            | -       | 1          | ----         | 1970            |

### Títulos por país
| País              | Títulos | Subtítulos |
| ----------------- | ------- | ---------- |
| España            | 5       | 4          |
| Brasil            | 3       | 4          |
| Portugal          | 2       | 3          |
| Colombia          | 1       | -          |
| República Checa   | 1       | -          |
| Alemania Oriental | 1       | -          |
| Argentina         | -       | 1          |
| Italia            | -       | 1          |

## Otros torneos
- Copa Internacional de Río fue una competición internacional de fútbol (precedente más lejano de las competiciones intercontinentales entre clubes). Se disputó en dos ediciones: 1951 y 1952 (a partir de 1953 será un torneo diferente).

- Trofeo Mohamed V (1962-1985). Torneo de carácter internacional, organizado por la Federación de Fútbol de Marruecos, con el visto bueno de la CAF.